# Texingtal
Texingtal là một thị xã thuộc huyện Melk trong bang Niederösterreich.